# Ster ZLM Toer 2016
La 30e édition du Ster ZLM Toer a lieu du 15 au 19 juin 2016. La course fait partie du calendrier UCI Europe Tour 2016 en catégorie 2.1.

## Présentation

### Équipes
Classé en catégorie 2.1 de l'UCI Europe Tour, le Ster ZLM Toer est par conséquent ouvert aux WorldTeams dans la limite de 50 % des équipes participantes, aux équipes continentales professionnelles, aux équipes continentales et aux équipes nationales.
Vingt-deux équipes participent à ce Ster ZLM Toer - sept WorldTeams, six équipes continentales professionnelles et neuf équipes continentales :
| UCI WorldTeams   | UCI WorldTeams | UCI WorldTeams |
| Nom de l'équipe  | Pays           | Code           |
| ---------------- | -------------- | -------------- |
| BMC Racing       | États-Unis     | BMC            |
| Cannondale       | États-Unis     | CPT            |
| Etixx-Quick Step | Belgique       | EQS            |
| Giant-Alpecin    | Allemagne      | TGA            |
| IAM              | Suisse         | IAM            |
| Lotto NL-Jumbo   | Pays-Bas       | TLJ            |
| Lotto-Soudal     | Belgique       | LTS            |

| Équipes continentales professionnelles | Équipes continentales professionnelles | Équipes continentales professionnelles |
| Nom de l'équipe                        | Pays                                   | Code                                   |
| -------------------------------------- | -------------------------------------- | -------------------------------------- |
| Cofidis                                | France                                 | COF                                    |
| Drapac                                 | Australie                              | DPC                                    |
| Roompot-Oranje Peloton                 | Pays-Bas                               | ROP                                    |
| Topsport Vlaanderen-Baloise            | Belgique                               | TSV                                    |
| Wanty-Groupe Gobert                    | Belgique                               | WGG                                    |
| Wilier Triestina-Southeast             | Italie                                 | STH                                    |

| Équipes continentales  | Équipes continentales | Équipes continentales |
| Nom de l'équipe        | Pays                  | Code                  |
| ---------------------- | --------------------- | --------------------- |
| Baby-Dump              | Pays-Bas              | BBD                   |
| Crelan-Vastgoedservice | Belgique              | CRV                   |
| Jo Piels               | Pays-Bas              | CJP                   |
| Join-S-De Rijke        | Pays-Bas              | RIJ                   |
| 3M                     | Belgique              | MMM                   |
| Metec-TKH-Mantel       | Pays-Bas              | MET                   |
| Parkhotel Valkenburg   | Pays-Bas              | PVC                   |
| Rabobank Development   | Pays-Bas              | RDT                   |
| Verandas Willems       | Belgique              | VWT                   |

## Étapes
| Étape     | Date    | Villes étapes                 |                             | Distance (km) | Vainqueur d’étape | Leader du classement général |
| --------- | ------- | ----------------------------- | --------------------------- | ------------- | ----------------- | ---------------------------- |
| 1re étape | 15 juin | Goes – Goes                   | Contre-la-montre individuel | 6,4           | Jos van Emden     | Jos van Emden                |
| 2e étape  | 16 juin | Oss – Oss                     | Étape de plaine             | 186           | Wesley Kreder     | Jos van Emden                |
| 3e étape  | 17 juin | Buchten – Buchten             | Étape de plaine             | 210           | Dylan Groenewegen | Sean De Bie                  |
| 4e étape  | 18 juin | Verviers (BEL) – Jalhay (BEL) | Étape vallonnée             | 186           | Sep Vanmarcke     | Sep Vanmarcke                |
| 5e étape  | 19 juin | Someren – Boxtel              | Étape de plaine             | 186           | Wim Stroetinga    | Sep Vanmarcke                |

## Déroulement de la course

### 1reétape[2]
| Classement de l'étape | Classement de l'étape | Classement de l'étape | Classement de l'étape | Classement de l'étape |
|                       | Coureur               | Pays                  | Équipe                | Temps                 |
| --------------------- | --------------------- | --------------------- | --------------------- | --------------------- |
| 1er                   | Jos van Emden         | Pays-Bas              | Lotto NL-Jumbo        | en 7 min 23 s         |
| 2e                    | Taylor Phinney        | États-Unis            | BMC Racing            | + 3 s                 |
| 3e                    | Stefan Küng           | Suisse                | BMC Racing            | + 4 s                 |
| 4e                    | Roger Kluge           | Allemagne             | IAM                   | + 5 s                 |
| 5e                    | Sean De Bie           | Belgique              | Lotto-Soudal          | + 6 s                 |
| modifier              |                       |                       |                       |                       |

| Classement général | Classement général | Classement général | Classement général | Classement général |
|                    | Coureur            | Pays               | Équipe             | Temps              |
| ------------------ | ------------------ | ------------------ | ------------------ | ------------------ |
| 1er                | Jos van Emden      | Pays-Bas           | Lotto NL-Jumbo     | en 7 min 23 s      |
| 2e                 | Taylor Phinney     | États-Unis         | BMC Racing         | + 3 s              |
| 3e                 | Stefan Küng        | Suisse             | BMC Racing         | + 4 s              |
| 4e                 | Roger Kluge        | Allemagne          | IAM                | + 5 s              |
| 5e                 | Sean De Bie        | Belgique           | Lotto-Soudal       | + 6 s              |
| modifier           |                    |                    |                    |                    |

### 2eétape
| Classement de l'étape | Classement de l'étape | Classement de l'étape | Classement de l'étape  | Classement de l'étape |
|                       | Coureur               | Pays                  | Équipe                 | Temps                 |
| --------------------- | --------------------- | --------------------- | ---------------------- | --------------------- |
| 1er                   | Wesley Kreder         | Pays-Bas              | Roompot-Oranje Peloton | en 4 h 15 min 2 s     |
| 2e                    | Twan van den Brand    | Pays-Bas              | Jo Piels               | m.t                   |
| 3e                    | Merijn Korevaar       | Pays-Bas              | Rabobank Development   | + 1 s                 |
| 4e                    | Marcel Kittel         | Allemagne             | Etixx-Quick Step       | + 10 s                |
| 5e                    | Dylan Groenewegen     | Pays-Bas              | Lotto NL-Jumbo         | + 10 s                |
| modifier              |                       |                       |                        |                       |

| Classement général | Classement général | Classement général | Classement général | Classement général |
|                    | Coureur            | Pays               | Équipe             | Temps              |
| ------------------ | ------------------ | ------------------ | ------------------ | ------------------ |
| 1er                | Jos van Emden      | Pays-Bas           | Lotto NL-Jumbo     | en 4 h 22 min 35 s |
| 2e                 | Taylor Phinney     | États-Unis         | BMC Racing         | + 3 s              |
| 3e                 | Stefan Küng        | Suisse             | BMC Racing         | + 4 s              |
| 4e                 | Roger Kluge        | Allemagne          | IAM                | + 5 s              |
| 5e                 | Sean De Bie        | Belgique           | Lotto-Soudal       | + 6 s              |
| modifier           |                    |                    |                    |                    |

### 3eétape
| Classement de l'étape | Classement de l'étape | Classement de l'étape | Classement de l'étape | Classement de l'étape |
|                       | Coureur               | Pays                  | Équipe                | Temps                 |
| --------------------- | --------------------- | --------------------- | --------------------- | --------------------- |
| 1er                   | Dylan Groenewegen     | Pays-Bas              | Lotto NL-Jumbo        | en 5 h 1 min 15 s     |
| 2e                    | Timothy Dupont        | Belgique              | Verandas Willems      | m.t                   |
| 3e                    | Sean De Bie           | Belgique              | Lotto-Soudal          | m.t                   |
| 4e                    | Søren Kragh Andersen  | Danemark              | Giant-Alpecin         | m.t                   |
| 5e                    | Roger Kluge           | Allemagne             | IAM                   | m.t                   |
| modifier              |                       |                       |                       |                       |

| Classement général | Classement général | Classement général | Classement général | Classement général |
|                    | Coureur            | Pays               | Équipe             | Temps              |
| ------------------ | ------------------ | ------------------ | ------------------ | ------------------ |
| 1er                | Sean De Bie        | Belgique           | Lotto-Soudal       | en 9 h 23 min 49 s |
| 2e                 | Jos van Emden      | Pays-Bas           | Lotto NL-Jumbo     | + 1 s              |
| 3e                 | Taylor Phinney     | États-Unis         | BMC Racing         | + 2 s              |
| 4e                 | Stefan Küng        | Suisse             | BMC Racing         | + 4 s              |
| 5e                 | Roger Kluge        | Allemagne          | IAM                | + 6 s              |
| modifier           |                    |                    |                    |                    |

### 4eétape
| Classement de l'étape | Classement de l'étape | Classement de l'étape | Classement de l'étape       | Classement de l'étape |
|                       | Coureur               | Pays                  | Équipe                      | Temps                 |
| --------------------- | --------------------- | --------------------- | --------------------------- | --------------------- |
| 1er                   | Sep Vanmarcke         | Belgique              | Lotto NL-Jumbo              | en 4 h 32 min 18 s    |
| 2e                    | Wout van Aert         | Belgique              | Crelan-Vastgoedservice      | m.t                   |
| 3e                    | Pieter Vanspeybrouck  | Belgique              | Topsport Vlaanderen-Baloise | + 3 s                 |
| 4e                    | Sean De Bie           | Belgique              | Lotto-Soudal                | + 3 s                 |
| 5e                    | Anthony Turgis        | France                | Cofidis                     | + 3 s                 |
| modifier              |                       |                       |                             |                       |

| Classement général | Classement général   | Classement général | Classement général | Classement général |
|                    | Coureur              | Pays               | Équipe             | Temps              |
| ------------------ | -------------------- | ------------------ | ------------------ | ------------------ |
| 1er                | Sep Vanmarcke        | Belgique           | Lotto NL-Jumbo     | en 13 h 56 min 5 s |
| 2e                 | Sean De Bie          | Belgique           | Lotto-Soudal       | + 5 s              |
| 3e                 | Jos van Emden        | Pays-Bas           | Lotto NL-Jumbo     | + 12 s             |
| 4e                 | Søren Kragh Andersen | Danemark           | Giant-Alpecin      | + 16 s             |
| 5e                 | Davide Martinelli    | Italie             | Etixx-Quick Step   | + 23 s             |
| modifier           |                      |                    |                    |                    |

### 5eétape
| Classement de l'étape | Classement de l'étape | Classement de l'étape | Classement de l'étape | Classement de l'étape |
|                       | Coureur               | Pays                  | Équipe                | Temps                 |
| --------------------- | --------------------- | --------------------- | --------------------- | --------------------- |
| 1er                   | Wim Stroetinga        | Pays-Bas              | Parkhotel Valkenburg  | en 3 h 55 min 36 s    |
| 2e                    | Dylan Groenewegen     | Pays-Bas              | Lotto NL-Jumbo        | m.t                   |
| 3e                    | Sep Vanmarcke         | Belgique              | Lotto NL-Jumbo        | m.t                   |
| 4e                    | Timothy Dupont        | Belgique              | Verandas Willems      | m.t                   |
| 5e                    | Kenny Dehaes          | Belgique              | Wanty-Groupe Gobert   | m.t                   |
| modifier              |                       |                       |                       |                       |

## Classements finals

### Classement général final
| Classement général | Classement général   | Classement général | Classement général          | Classement général  |
|                    | Coureur              | Pays               | Équipe                      | Temps               |
| ------------------ | -------------------- | ------------------ | --------------------------- | ------------------- |
| 1er                | Sep Vanmarcke        | Belgique           | Lotto NL-Jumbo              | en 17 h 51 min 37 s |
| 2e                 | Sean De Bie          | Belgique           | Lotto-Soudal                | + 6 s               |
| 3e                 | Jos van Emden        | Pays-Bas           | Lotto NL-Jumbo              | + 16 s              |
| 4e                 | Søren Kragh Andersen | Danemark           | Giant-Alpecin               | + 20 s              |
| 5e                 | Davide Martinelli    | Italie             | Etixx-Quick Step            | + 27 s              |
| 6e                 | Roger Kluge          | Allemagne          | IAM                         | + 30 s              |
| 7e                 | Ramūnas Navardauskas | Lituanie           | Cannondale                  | + 31 s              |
| 8e                 | Gijs Van Hoecke      | Belgique           | Topsport Vlaanderen-Baloise | + 32 s              |
| 9e                 | Stefan Küng          | Suisse             | BMC Racing                  | + 34 s              |
| 10e                | Jempy Drucker        | Luxembourg         | BMC Racing                  | + 35 s              |
| modifier           |                      |                    |                             |                     |

### Classements annexes
| Classement par points | Classement par points | Classement par points | Classement par points | Classement par points |
| --------------------- | --------------------- | --------------------- | --------------------- | --------------------- |
|                       | Coureur               | Pays                  | Équipe                | Point(s)              |
| 1er                   | Dylan Groenewegen     | Pays-Bas              | Lotto NL-Jumbo        | 33 points             |
| 2e                    | Sep Vanmarcke         | Belgique              | Lotto NL-Jumbo        | 30 pts                |
| 3e                    | Timothy Dupont        | Belgique              | Verandas Willems      | 25 pts                |
| modifier              |                       |                       |                       |                       |

| Classement de la montagne | Classement de la montagne | Classement de la montagne | Classement de la montagne | Classement de la montagne |
| ------------------------- | ------------------------- | ------------------------- | ------------------------- | ------------------------- |
|                           | Coureur                   | Pays                      | Équipe                    | Point(s)                  |
| 1er                       | Jimmy Janssens            | Belgique                  | 3M                        | 30 points                 |
| 2e                        | Twan van den Brand        | Pays-Bas                  | Jo Piels                  | 18 pts                    |
| 3e                        | Vegard Stake Laengen      | Norvège                   | IAM                       | 12 pts                    |
| modifier                  |                           |                           |                           |                           |

| Classement des sprints | Classement des sprints | Classement des sprints | Classement des sprints | Classement des sprints |
| ---------------------- | ---------------------- | ---------------------- | ---------------------- | ---------------------- |
|                        | Coureur                | Pays                   | Équipe                 | Point(s)               |
| 1er                    | Peter Lenderink        | Pays-Bas               | Rabobank Development   | 9 points               |
| 2e                     | Sean De Bie            | Belgique               | BMC Racing             | 6 pts                  |
| 3e                     | Merijn Korevaar        | Pays-Bas               | Rabobank Development   | 6 pts                  |
| modifier               |                        |                        |                        |                        |

| Classement par équipes | Classement par équipes | Classement par équipes | Classement par équipes |
|                        | Équipe                 | Pays                   | Temps                  |
| ---------------------- | ---------------------- | ---------------------- | ---------------------- |
| 1re                    | Lotto NL-Jumbo         | Pays-Bas               | en 53 h 36 min 1 s     |
| 2e                     | Etixx-Quick Step       | Belgique               | + 26 s                 |
| 3e                     | BMC Racing             | États-Unis             | + 34 s                 |
| modifier               |                        |                        |                        |

### UCI Europe Tour
Ce Ster ZLM Toer attribue des points pour l'UCI Europe Tour 2016, par équipes seulement aux coureurs des équipes continentales professionnelles et continentales, individuellement à tous les coureurs sauf ceux faisant partie d'une équipe ayant un label WorldTeam.
| Position           | 1er | 2e | 3e | 4e | 5e | 6e | 7e | 8e | 9e | 10e | 11e | 12e | 13e à 15e | 16e à 25e |
| Classement général | 125 | 85 | 70 | 60 | 50 | 40 | 35 | 30 | 25 | 20  | 15  | 10  | 5         | 3         |
| Par étape          | 14  | 5  | 3  |    |    |    |    |    |    |     |     |     |           |           |
| Leader, par étape  | 3   |    |    |    |    |    |    |    |    |     |     |     |           |           |

| Cycliste | Équipe | Général | Étape | Leader | Total |
| -------- | ------ | ------- | ----- | ------ | ----- |

## Évolution des classements
| Étape              | Vainqueur          | Classement général | Classement par points | Classement de la montagne | Classement des sprints | Classement par équipes |
| ------------------ | ------------------ | ------------------ | --------------------- | ------------------------- | ---------------------- | ---------------------- |
| 1                  | Jos van Emden      | Jos van Emden      | Jos van Emden         | Non décerné               | Non décerné            | Lotto NL-Jumbo         |
| 2                  | Wesley Kreder      | Jos van Emden      | Jos van Emden         | Twan van den Brand        | Merijn Korevaar        | Lotto NL-Jumbo         |
| 3                  | Dylan Groenewegen  | Sean De Bie        | Dylan Groenewegen     | Twan van den Brand        | Peter Lenderink        | Lotto NL-Jumbo         |
| 4                  | Sep Vanmarcke      | Sep Vanmarcke      | Sean De Bie           | Jimmy Janssens            | Peter Lenderink        | Lotto NL-Jumbo         |
| 5                  | Wim Stroetinga     | Sep Vanmarcke      | Dylan Groenewegen     | Jimmy Janssens            | Peter Lenderink        | Lotto NL-Jumbo         |
| Classements finals | Classements finals | Sep Vanmarcke      | Dylan Groenewegen     | Jimmy Janssens            | Peter Lenderink        | Lotto NL-Jumbo         |